# Massa virtuale
Viene detta massa virtuale, seppur erroneamente, un nodo di un circuito elettronico che pur non essendo collegato direttamente al potenziale di riferimento, presenta caratteristiche analoghe ad esso. L'errore nasce dalla traduzione dall'inglese all'italiano di virtual ground, dove entrambe le parole hanno significati diversi nelle due lingue.

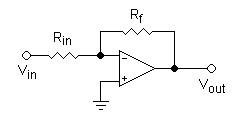
Applicazione della massa virtuale ad un amplificatore operazionale in configurazione invertente

Un esempio dell'applicazione di tale oggetto è dato dall'amplificatore operazionale in configurazione invertente ad anello chiuso: la differenza di tensione in ingresso all'operazionale sui morsetti + e - è uguale a 0 anche quando sui due morsetti non è applicata la stessa tensione. Infatti, tenendo presente i parametri di un operazionale ideale si può affermare che:
{\displaystyle V^{+}-V^{-}=0}
Per questo, il potenziale del terminale invertente - viene chiamato punto di massa virtuale.
In altre parole, il nodo dove convergono Rin ed Rf , è una massa virtuale per il fatto che è allo stesso potenziale di V+, e quindi massa, ma solo per la tensione non per la corrente, questa infatti trova nel suo percorso una resistenza infinita (all'interno dell'operazionale). Ciò può sembrare una cosa strana per i principi dell'elettrotecnica, ma è una conseguenza che si può riassumere nei seguenti fatti: l'amplificazione dell'operazionale è molto grande, lavorando in zona lineare si ha che Vd = V +- V -   è molto piccola quindi il potenziale del nodo è molto vicino a massa. 